# Karl Georg Edmund von Alten-Linsingen
Carl von Alten (auch: Karl Georg Edmund von Alten-Linsingen und Karl Georg Edmund Graf von Alten-Linsingen sowie Karl von Alten-Linsingen und Karl Graf von Alten-Linsingen; * 11. Oktober 1843 in Linden vor Hannover; † 2. März 1916 ebenda) war ein preußischer Kammerherr, Major der Landwehrkavallerie in Hannover sowie Flügeladjutant von Kaiser Wilhelm II.

## Leben
Carl von Alten nahm auf Seite der Armee des Königreichs Hannover während des Krieges gegen Preußen im Jahr 1866 an der Schlacht bei Langensalza teil. Nach der Annexion Hannovers durch Preußen trat er in die Preußische Armee über.
Nach dem Krieg gegen Frankreich und der Reichsgründung heiratete von Alten am 28. August 1872 die Gräfin Maria Agnes Karoline Cäcilie, genannt Mary von Linsingen (1850–1926), Tochter des hannoverschen Kammerherrn und Rittmeisters Adolphus von Linsingen (1814–1895). Aus der Ehe gingen zwei Kinder hervor, die den Grafentitel nicht erbten:
- Georg Karl Viktor Adolf (1873–1946), Erbherr auf Gut Linden ⚭ 1900 Hertha Elisabeth Emilie Minette von Brünneck (1877–1964)
- Jutta Elisabeth Luise Auguste (* 1876) ⚭ 1900 Lothar Freiherr Hugo von Spitzemberg (1868–1930)[2]

1893 erwarb der später auch als Baron bezeichnete Karl von Alten von den Töchtern des Lehrers Friedrich August Heine das sogenannte „Elisabethhaus“ in der Hohen Straße 7 in Linden, in dem von Alten eine Warteschule sowie eine Schwesternstation einrichten ließ.
Kurz nach der Jahrhundertwende wurde Carl von Alten vom Kaiser Wilhelm II. am 10. Januar 1901 mit der Verleihung des Grafentitels als Graf von Alten-Linsingen in Primogenitur standeserhöht und erhielt zugleich den Titel als preußischer Kammerherr.
Bis zum Jahr 1906 diente von Alten zudem als Major der Landwehrkavallerie in Hannover. Seine letzte Verwendung fand er als Flügeladjutant des Kaisers.

## Schriften
- Carl von Alten: Vierzehn Tage aus dem Jahre 1866 / von C. v. A., [Hannover]: [Billard-Club von 1693], 42 Seiten, 1899, Neudruck [2012][1]